# Baalhoek
Baalhoek is een gehucht in de regio Zeeuws-Vlaanderen, in de Nederlandse provincie Zeeland, direct gelegen aan de zeedijk nabij Kloosterzande. De buurtschap ligt aan de Scheldeweg en de Kruispoldersedijk ten zuiden van de Westerschelde, ten noorden van Kruispolderhaven en ten oosten van Kruisdorp. Tegen de zeedijk aan ligt de Schor van Baalhoek. Baalhoek heeft als postcode 4587, de postcode van Kloosterzande. De naam Baalhoek komt van een oude pier met een veerdienst. Deze pier had de naam Ten Ballen. De pier is uiteindelijk in de Schelde verdwenen. In 2008 had de buurtschap 20 huizen en 50 inwoners. Baalhoek heeft een wit plaatsnaambord.

## Kanaal
Het gehucht heeft enige bekendheid verworven omdat er jarenlang plannen hebben bestaan voor een 'Baalhoekkanaal' dat de haven van Antwerpen verder zou moeten ontsluiten. In 1967 al werd een voorstudie uitgevoerd naar de aanleg van dit kanaal. Het geplande kanaal zou de route van de Westerschelde naar de Linkeroever van de Schelde nabij Antwerpen aanmerkelijk bekorten. Tot een daadwerkelijke uitvoering dit plan is het echter nooit gekomen, mede door langdurige protesten van landbouw- en natuurbeschermingsorganisaties. Zij waren tegen het geplande tracé dat dwars door polders met landbouwgrond voerde.
Stad: Hulst

Dorpen: Clinge · Graauw · Heikant · Hengstdijk · Kapellebrug · Kloosterzande · Kuitaart · Lamswaarde · Nieuw-Namen · Ossenisse · Sint Jansteen · Terhole · Vogelwaarde · Walsoorden

Buurtschappen: Absdale · Baalhoek · Boschkapelle · Catalijnenweg · Delft · Drie Hoefijzers · Duivenhoek · De Eek · Emmadorp · Fluitershoek · Groenendijk · Halfeind · Hoefkesdijk · Hoek en Bosch · 't Hoekje · 't Jagertje · Kalverdijk · Kampen · Kamperhoek · Keizerrijk · De Knapaf/Droogedijk · Knuitershoek · Koelewei · Koningsdijk · De Kraai · Krabbenhoek · Kreverhille · Kruisdorp · Kruispolderhaven · Kruisweg · Het Lammetje · Luntershoek · Margret · Margretschedijk · Molenhoek · Molenhoek · Muggenhoek (deels) · Noordstraat · Het Oliekot · Oostdijk · Ossenhoek · Oude Kaai · Oudemolen · Oude Stoof · Paal · Patrijzendijk · Patrijzenhoek · Pauluspolder · Perkpolder · Prosperdorp · De Rape · Roskam · Roverberg · Ruischendegat · Rustwat · Saswijk · Schapershoek · Scheldevaartshoek · Schuddebeurs · Sluis/Drie Gezusters · Statenboom · Stoppeldijk (Rapenburg) · Stoppeldijkveer (deels) · Strooienstad · Tasdijk · Tivoli · Tragel · Verkorting · Vijfhoek · Vogelfort · Walenhoek · Zandberg · Zeedorp · Zeegat

Historische plaatsen: Boerenmagazijn · Eekenissepolder · Klein Kuitaart · Vitshoek

Zeeland: Steden en dorpen in Zeeland      Nederland: Provincies · Gemeenten